# Matapi (rivier)
De Matapi (Portugees: Rio Matapi) is een Braziliaanse rivier die door de staat Amapá stroomt en uitmondt in de Amazonedelta. 
De Matapi ontspringt ten zuiden van de hoofdplaats van de gemeente Porto Grande en stroomt over het algemeen zuidwaarts. Hij mondt uit in de noordelijke delta van de Amazone, voor de stad Santana en het eiland Ilha de Santana. Daar stroomt hij samen met de rivier de Vila Nova. De rivier stroomt door de gemeenten Porto Grande, Macapá en Santana. 

## Zijrivieren
De Matapi heeft een aantal zijrivieren. In volgorde stroomafwaarts:
- Flechal
- Maruanum
- Igarapé Pirativa